# Décès en mars 1997
Décès
- 1993
- 1994
- 1995
- 1996
- 1997
- 1998
- 1999
- 2000
- 2001

Pour une information complémentaire, voir la page d'aide.

| Date     | Nom                          | Activités                                                                                            | Âge | Source |
| -------- | ---------------------------- | --- | --- | ------ |
| 1er mars | Vaclav Rozinak               | joueur de hockey tchèque                                                                             | ?   |        |
| 1er mars | Huguette Lapointe-Roy        | historienne québécoise                                                                               | ?   |        |
| 1er mars | Hans Robert Jauss            | philologue et historien de la littérature allemand                                                   | 76  |        |
| 1er mars | Sir Martin Furnival-Jones    | Directeur général de MI5 (1965-1972)                                                                 | 84  |        |
| 2 mars   | Olivier Masson               | helléniste français                                                                                  | 75  |        |
| 2 mars   | J. Carson Mark               | mathématicien canadien                                                                               | 83  |        |
| 2 mars   | Amleto Frignani              | footballeur italien                                                                                  | 65  |        |
| 3 mars   | Stanislas Shatalin           | économiste russe                                                                                     | 73  |        |
| 3 mars   | Finn Høffding                | compositeur danois                                                                                   | 97  |        |
| 3 mars   | Albert Gazier                | ancien ministre français                                                                             | 89  |        |
| 4 mars   | Jean Mézard                  | ancien sénateur français                                                                             | 92  |        |
| 4 mars   | Paul Préboist                | acteur français                                                                                      | 70  |        |
| 4 mars   | Carey Loftin                 | cascadeur américain                                                                                  | 83  |        |
| 4 mars   | Édouard Klabinski            | coureur cycliste polonais                                                                            | 76  |        |
| 4 mars   | Robert Henry Dicke           | physicien américain                                                                                  | 80  |        |
| 4 mars   | Roger Brown                  | basketteur américain                                                                                 | 54  |        |
| 5 mars   | Michael Manley               | ancien premier ministre jamaïcain                                                                    | 72  |        |
| 5 mars   | Cheddi Jagan                 | président de la guyanais                                                                             | 78  |        |
| 5 mars   | Paul-André Lesort            | écrivain français                                                                                    | ?   |        |
| 5 mars   | Jean Dréville                | cinéaste français                                                                                    | 90  |        |
| 5 mars   | Paul Comiti                  | ancien garde du corps des présidents De Gaulle et Pompidou                                           | 77  |        |
| 6 mars   | Marian Michalik              | peintre polonais                                                                                     | 49  |        |
| 7 mars   | Daniil Chafran               | violoncelliste russe                                                                                 | 74  |        |
| 7 mars   | Edward Mills Purcell         | physicien américain, prix Nobel de 1952                                                              | 84  |        |
| 7 mars   | Roger Mehl                   | pasteur français                                                                                     | 74  |        |
| 7 mars   | Martin Kippenberger          | plasticien allemand                                                                                  | 44  |        |
| 7 mars   | Gus                          | dessinateur français                                                                                 | ?   |        |
| 7 mars   | Chuck Green                  | danseur américain                                                                                    | 78  |        |
| 7 mars   | François Giacobbi            | ancien ministre français                                                                             | 78  |        |
| 7 mars   | Ed Furgot                    | golfeur américain                                                                                    | 79  |        |
| 8 mars   | Len Weissman                 | attaché de presse et photographe américain                                                           | 83  |        |
| 8 mars   | Alexander Salkind            | producteur de cinéma américain                                                                       | 75  |        |
| 8 mars   | Masuo Ikeda                  | peintre, illustrateur, sculpteur, céramiste, imprimeur d'estampes, romancier et réalisateur japonais | 63  |        |
| 8 mars   | Lionel Charles Knights       | critique britannique                                                                                 | 90  |        |
| 8 mars   | Leon Danielian               | danseur américain                                                                                    | 75  |        |
| 9 mars   | Dame Cicely Veronica Wedwood | historienne britannique                                                                              | 86  |        |
| 9 mars   | B. Goppâla Reddi             | homme politique indien                                                                               | ?   |        |
| 9 mars   | Notorious B.I.G.             | rappeur américain                                                                                    | 24  |        |
| 9 mars   | Robert B. Leighton           | physicien américain                                                                                  | 81  |        |
| 10 mars  | Wilfred Wooller              | joueur de cricket et de rugby britannique                                                            | 84  |        |
| 10 mars  | Kinnosuke Nakamura           | acteur japonais                                                                                      | 64  |        |
| 10 mars  | Percy Granger                | dramaturge et scénariste américain                                                                   | 51  |        |
| 10 mars  | Marcel Dupré                 | ancien député fédéral québécois                                                                      | 85  |        |
| 10 mars  | Jean-Dominique Bauby         | journaliste français                                                                                 | 44  |        |
| 10 mars  | Raymond Bass                 | gymnaste américain                                                                                   | 87  |        |
| 10 mars  | LaVern Baker                 | chanteuse de R&B américaine                                                                          | 67  |        |
| 10 mars  | Max Altorfer                 | historien d’art suisse                                                                               | ?   |        |
| 11 mars  | Hugo Weisgall                | compositeur américain                                                                                | 84  |        |
| 11 mars  | Hugh Lawson                  | pianiste et compositeur de jazz américain                                                            | 71  |        |
| 11 mars  | Stan Drake                   | dessinateur américain, créateur de Blondie                                                           | 75  |        |
| 12 mars  | Wally Wolf                   | nageur américain                                                                                     | 66  |        |
| 12 mars  | Chantal Feuilhade            | secrétaire nationale du Secours populaire français                                                   | 51  |        |
| 12 mars  | Guy Combot                   | politicien français                                                                                  | ?   |        |
| 12 mars  | Jim Bowes                    | patron de presse canadien                                                                            | 73  |        |
| 13 mars  | Voldemar Väli                | lutteur estonien                                                                                     | ?   |        |
| 13 mars  | Robert Saudek                | pionnier de la télévision américain                                                                  | 85  |        |
| 13 mars  | Karel Pecka                  | romancier tchèque                                                                                    | 69  |        |
| 13 mars  | Ronald Fraser                | acteur britannique                                                                                   | 66  |        |
| 14 mars  | Fred Zinnemann               | cinéaste américain                                                                                   | 89  |        |
| 14 mars  | Ivan Romanoff                | chef d’orchestre et violoniste canadien                                                              | 83  |        |
| 14 mars  | André Even                   | peintre français                                                                                     | 78  |        |
| 14 mars  | Cyril Francis Brickfield     | avocat américain                                                                                     | 59  |        |
| 14 mars  | Jurek Becker                 | écrivain allemand                                                                                    | 59  |        |
| 15 mars  | Victor Vasarely              | peintre hongrois                                                                                     | 90  |        |
| 15 mars  | Denis Hudon                  | journaliste québécois                                                                                | 71  |        |
| 15 mars  | Gail Davis                   | actrice américaine                                                                                   | 71  |        |
| 16 mars  | James White                  | champion d’aviron américain                                                                          | ?   |        |
| 16 mars  | William Howard Rapson        | ingénieur chimiste canadien                                                                          | 74  |        |
| 16 mars  | Dorab Patel                  | juge de la Cour Suprême pakistanais                                                                  | ?   |        |
| 16 mars  | Louis Levasseur              | chirurgien québécois                                                                                 | 76  |        |
| 16 mars  | Leda Gloria                  | actrice italienne                                                                                    | 84  |        |
| 16 mars  | Joan Babot                   | footballeur espagnol                                                                                 | 78  | (en)   |
| 17 mars  | Robert A. Rushworth          | Pilote américain de X-15                                                                             | 68  |        |
| 17 mars  | Sunnyland Slim               | chanteur et pianiste de blues américain                                                              | ?   |        |
| 17 mars  | Guy Marcenay                 | comédien québécois                                                                                   | 60  |        |
| 18 mars  | Lars Fredrikson              | peintre, dessinateur, sculpteur et plasticien suédois                                                | 70  |        |
| 18 mars  | Bert-Olof Svanholm           | président suédois de Volvo                                                                           | 62  |        |
| 19 mars  | Choukri Sarhane              | acteur égyptien                                                                                      | 72  |        |
| 19 mars  | Charles R. Richey            | juge américain                                                                                       | 73  |        |
| 19 mars  | Michel May                   | ancien PDG de TF1                                                                                    | 71  |        |
| 19 mars  | Willem de Kooning            | peintre néerlandais naturalisé américain                                                             | 92  |        |
| 19 mars  | Jacques Foccart              | diplomate français                                                                                   | 71  |        |
| 19 mars  | José Crespo                  | acteur espagnol                                                                                      | 96  |        |
| 20 mars  | Tony Zale                    | boxeur américain                                                                                     | 83  |        |
| 20 mars  | Sir Victor Sawdon Pritchett  | romancier britannique                                                                                | 96  |        |
| 20 mars  | Jean-Marie Prévost           | footballeur français                                                                                 | 78  |        |
| 20 mars  | Eugène Guillevic             | poète français                                                                                       | 89  |        |
| 20 mars  | Carlo Fassi                  | entraîneur américain de patineurs artistiques                                                        | 67  |        |
| 20 mars  | Jean Clastrier               | médecin et biologiste français                                                                       | 53  |        |
| 20 mars  | Ronnie Barron                | musicien et acteur américain                                                                         | ?   |        |
| 21 mars  | Joseph Voyant                | ancien sénateur français                                                                             | 86  |        |
| 21 mars  | Denise Delrue                | mécène québécoise                                                                                    | ?   |        |
| 21 mars  | Jean-Louis Boncoeur          | comédien et homme de lettres français                                                                | 85  |        |
| 22 mars  | Henry George Thode           | scientifique canadien                                                                                | ?   |        |
| 22 mars  | James Graham Stewart         | ingénieur de son américain                                                                           | 90  |        |
| 22 mars  | Andreï Starovoïtov           | hockeyeur et arbitre russe                                                                           | 82  |        |
| 22 mars  | Fabián Dobles                | journaliste et écrivain costa ricain                                                                 | 79  |        |
| 22 mars  | L. Royal Christensen         | microbiologiste américain                                                                            | 82  |        |
| 22 mars  | Louise Sacchi                | aviatrice américaine                                                                                 | 83  |        |
| 24 mars  | Harold Melvin                | chanteur de R&B américain                                                                            | 56  |        |
| 24 mars  | Ural Alexis Johnson          | ambassadeur américain                                                                                | 88  |        |
| 24 mars  | Martin Caidin                | romancier américain                                                                                  | 69  |        |
| 25 mars  | Baltazar                     | footballeur international brésilien                                                                  | 71  |        |
| 25 mars  | Ross Wilson                  | skieur canadien                                                                                      | 86  |        |
| 25 mars  | Roberto Sanchez Viella       | ancien gouverneur de portoricain                                                                     | 84  |        |
| 25 mars  | Hugh Horner                  | politicien canadien                                                                                  | 72  |        |
| 25 mars  | Jutta Graae                  | résistante danoise                                                                                   | 90  | (da)   |
| 26 mars  | Jacques Lalande              | acteur français                                                                                      | 69  |        |
| 26 mars  | Otto John                    | résistant allemand                                                                                   | 88  |        |
| 26 mars  | Thomas Atkinson              | politicien britannique                                                                               | 81  |        |
| 27 mars  | Augusta White                | compositrice américaine                                                                              | 91  |        |
| 27 mars  | Ella Maillart                | écrivain et voyageuse suisse                                                                         | 94  |        |
| 27 mars  | Saul Eisenberg               | homme d’affaires israélien                                                                           | ?   |        |
| 27 mars  | Lane Dwinell                 | politicien américain, gouverneur du New Hampshire                                                    | 90  |        |
| 27 mars  | Mildred Custin               | designer américaine                                                                                  | 91  |        |
| 28 mars  | Pupul Jayakar                | proche collaboratrice de Nehru                                                                       | 81  |        |
| 29 mars  | Ruth Sager                   | généticienne américaine                                                                              | 79  |        |
| 29 mars  | Hans Quest                   | comédien et metteur en scène allemand                                                                | 81  |        |
| 29 mars  | Norman Wingate Pirie         | biochimiste britannique                                                                              | 89  |        |
| 29 mars  | Jean Lagrange                | homme de presse français                                                                             | 76  |        |
| 29 mars  | Jean-Baptiste Jobin          | médecin et éducateur québécois                                                                       | 97  |        |
| 29 mars  | Eddie Ryder                  | acteur et réalisateur américain                                                                      | 74  |        |
| 29 mars  | James Holding                | romancier américain                                                                                  | 89  |        |
| 29 mars  | Albert E. Manley             | éducateur américain                                                                                  | 89  |        |
| 29 mars  | Hans-Walter Eigenbrodt       | footballeur allemand                                                                                 | 61  |        |
| 29 mars  | Roger Rocher                 | homme d'affaires et président de l'AS Saint-Étienne de 1961 à 1982                                   | 77  |        |
| 30 mars  | Georges Jeanclos             | sculpteur français, Prix de Rome                                                                     | 63  |        |
| 30 mars  | Jon Stone                    | réalisateur, scénariste, producteur et acteur américain                                              | 65  |        |
| 30 mars  | Charles Palmer               | organiste et compositeur canadien                                                                    | ?   |        |
| 31 mars  | Lyman Spitzer                | astrophysicien américain                                                                             | 82  |        |
| 31 mars  | Hohgi Hideo                  | constructeur automobile japonaise                                                                    | ?   |        |
| 31 mars  | Geneviève Davis-Lebel        | soprano québécoise                                                                                   | 83  |        |
| 31 mars  | Arthur Cunningham (en)       | compositeur et pianiste de jazz américaine                                                           | 68  |        |
| 31 mars  | Eugenie M. Anderson          | ambassadrice américaine                                                                              | 87  |        |